# Asocjacje wad wrodzonych
Asocjacja (skojarzenia wad wrodzonych, łac. associatio, ang. association) – nielosowe połączenie wad wrodzonych, które występują razem częściej niż mogłyby występować przypadkowo. Poszczególne wady wchodzące w skład asocjacji (typowo pięć-sześć dużych wad) występują razem, ale obraz kliniczny nie jest na tyle stały, by można było mówić o zespole. Przykładowo, z sześciu wad A, B, C, D, E, F u jednego dziecka z asocjacją mogą wystąpić trzy wady A, C, E a u drugiego cztery B, C, D, F. Nazwy asocjacji zwykle są akronimami pochodzącymi od pierwszych liter angielskich nazw wad połączonych w asocjację. Przykłady asocjacji:
- asocjacja VACTERL (VATER)
- asocjacja CHARGE
- asocjacja MURCS
- asocjacja PHACE (PHACES)
- asocjacja SCHISIS.